# Asiatiska mästerskapet (beachvolley)
Asiatiska mästerskapet i beachvolley är en årlig tävling i Asien och Oceanien. Den arrangeras av Asian Volleyball Confederation och omfattar bägge könen, som (med undantag för då Iran varit värd för herrtävlingen) spelar på samma plats.

## Damer

### Resultat per upplaga
| År                   | Värd        | Guld             | Guld                                                            | Silver           | Silver                                                          | Brons            | Brons                                  | Ref              |
| År                   | Värd        | Land             | Lag                                                             | Land             | Lag                                                             | Land             | Lag                                    | Ref              |
| -------------------- | ----------- | ---------------- | --------------------------------------------------------------- | ---------------- | --------------------------------------------------------------- | ---------------- | -------------------------------------- | ---------------- |
| 2000 mer information | Yangjiang   | CHN              | Fu Lingli Lan Hong                                              | CHN              | Sun Jing Han Bo                                                 | INA              | Eta Kaize Agustina Sineri              | [ 1 ]            |
| 2001 mer information | Pasay       | JPN              | Chiaki Kusuhara Ryoko Tokuno                                    | CHN              | Pan Wangye You Wenhui                                           | CHN              | Han Bo Sun Jing                        | [ 2 ]            |
| 2002 mer information | Yingkou     | CHN              | Hong Lina Lin Xianling                                          | THA              | Rattanaporn Arlaisuk Manatsanan Pangka                          | CHN              | Han Bo Sun Jing                        | [ 3 ]            |
| 2004 mer information | Lianyungang | CHN              | Han Bo Sun Jing                                                 | CHN              | Hu Xiaoyan Zhang Xi                                             | CHN              | Ren Zhengqing Lu Wenfeng               | [ 4 ]            |
| 2005 mer information | Songkhla    | THA              | Kamoltip Kulna Usa Tenpaksee                                    | THA              | Yupa Phokongploy Jarunee Sannok                                 | JPN              | Chiaki Kusuhara Satoko Urata           | [ 5 ]            |
| 2006 mer information | Kish        | Ingen damtävling | Ingen damtävling                                                | Ingen damtävling | Ingen damtävling                                                | Ingen damtävling | Ingen damtävling                       | Ingen damtävling |
| 2007 mer information | Songkhla    | THA              | Kamoltip Kulna Yupa Phokongpoly                                 | CHN              | Yue Yuan Zhang Wenwen                                           | THA              | Jarunee Sannok Usa Tenpaksee           | [ 6 ]            |
| 2008 mer information | Hyderabad   | THA              | Kamoltip Kulna Yupa Phokongpoly                                 | CHN              | Miao Chenchen Ji Linjun                                         | THA              | Jarunee Sannok Usa Tenpaksee           | [ 7 ]            |
| 2009 mer information | Haikou      | CHN              | Xue Chen Zhang Xi                                               | CHN              | Jin Jieqiong Yue Yuan                                           | JPN              | Mutsumi Ozaki Ayumi Kusano             | [ 8 ]            |
| 2010 mer information | Haikou      | CHN              | Xue Chen Zhang Xi                                               | KAZ              | Tatyana Mashkova Irina Tsimbalova                               | JPN              | Shinako Tanaka Sayaka Mizoe            | [ 9 ]            |
| 2011 mer information | Haikou      | CHN              | Zhang Xi Xue Chen                                               | CHN              | Zhang Changning Ma Yuanyuan                                     | AUS              | Natalie Cook Tamsin Hinchley           | [ 10 ]           |
| 2012 mer information | Haikou      | CHN              | Zhang Xi Xue Chen                                               | VAN              | Henriette Iatika Miller Elwin                                   | CHN              | Yue Yuan Ma Yuanyuan                   | [ 11 ]           |
| 2013 mer information | Wuhan       | CHN              | Yue Yuan Ma Yuanyuan                                            | THA              | Varapatsorn Radarong Tanarattha Udomchavee                      | KAZ              | Tatyana Mashkova Irina Tsimbalova      | [ 12 ]           |
| 2014 mer information | Jinjiang    | AUS              | Louise Bawden Taliqua Clancy                                    | THA              | Varapatsorn Radarong Tanarattha Udomchavee                      | CHN              | Xue Chen Xia Xinyi                     |                  |
| 2015 mer information | Hongkong    | AUS              | Louise Bawden Taliqua Clancy                                    | VAN              | Linline Matauatu Miller Pata                                    | AUS              | Mariafe Artacho del Solar Nicole Laird |                  |
| 2016 mer information | Sydney      | CHN              | Xue Chen Xia Xinyi                                              | AUS              | Mariafe Artacho del Solar Nicole Laird                          | JPN              | Miki Ishii Megumi Murakami             | [ 13 ]           |
| 2017 mer information | Songkhla    | AUS              | Louise Bawden Taliqua Clancy                                    | CHN              | Wang Fan Yue Yuan                                               | AUS              | Phoebe Bell Nicole Laird               | [ 14 ]           |
| 2018 mer information | Satun       | AUS              | Taliqua Clancy Mariafe Artacho del Solar                        | CHN              | Wang Fan Xue Chen                                               | JPN              | Miki Ishii Megumi Murakami             | [ 15 ]           |
| 2019 mer information | Maoming     | AUS              | Taliqua Clancy Mariafe Artacho del Solar                        | CHN              | Xia Xinyi Wang Fan                                              | AUS              | Phoebe Bell Jessyka Ngauamo            | [ 16 ]           |
| 2020 mer information | Udon Thani  | CHN              | Wang Fan Xia Xinyi                                              | CHN              | Wang Jingzhe Wen Shuhui                                         | JPN              | Megumi Murakami Miki Ishii             | [ 17 ]           |
| 2021 mer information | Phuket      | THA              | Taravadee Naraphornrapat Worapeerachayakorn Kongphopsarutawadee | JPN              | Miki Ishii Sayaka Mizoe                                         | AUS              | Phoebe Bell Georgia Johnson            | [ 18 ]           |
| 2022 mer information | Roi Et      | NZL              | Shaunna Polley Alice Zeimann                                    | AUS              | Taliqua Clancy Mariafe Artacho del Solar                        | CHN              | Xia Xinyi Lin Meimei                   | [ 19 ]           |
| 2023 mer information | Fuzhou      | CHN              | Xue Chen Xia Xinyi                                              | THA              | Taravadee Naraphornrapat Worapeerachayakorn Kongphopsarutawadee | CHN              | Wang Jingzhe Aheidan Mushajiang        |                  |
| 2024 mer information | TBD         |                  |                                                                 |                  |                                                                 |                  |                                        |                  |

### Medaljfördelning
| Nr                  | Nation              | Guld | Silver | Brons | Totalt |
| ------------------- | ------------------- | ---- | ------ | ----- | ------ |
| 1                   | Kina                | 11   | 11     | 7     | 29     |
| 2                   | Australien          | 5    | 2      | 5     | 12     |
| 3                   | Thailand            | 4    | 5      | 2     | 11     |
| 4                   | Japan               | 1    | 1      | 6     | 8      |
| 5                   | Nya Zeeland         | 1    | 0      | 0     | 1      |
| 6                   | Vanuatu             | 0    | 2      | 0     | 2      |
| 7                   | Kazakstan           | 0    | 1      | 1     | 2      |
| 8                   | Indonesien          | 0    | 0      | 1     | 1      |
| Totalt (8 nationer) | Totalt (8 nationer) | 22   | 22     | 22    | 66     |

## Herrar

### Resultat per upplaga
| År                   | Värd         | Guld             | Guld                                     | Silver           | Silver                                   | Brons            | Brons                                         | Ref              |
| År                   | Värd         | Land             | Lag                                      | Land             | Lag                                      | Land             | Lag                                           | Ref              |
| -------------------- | ------------ | ---------------- | ---------------------------------------- | ---------------- | ---------------------------------------- | ---------------- | --------------------------------------------- | ---------------- |
| 2000 mer information | Yangjiang    | NZL              | Craig Seuseu Lefu Leaupepe               | INA              | Irilkhun Shofanna Markoji                | AUS              | Pat Gulline Shaun Blackman                    | [ 3 ]            |
| 2001 mer information | Pasay        | Ingen damtävling | Ingen damtävling                         | Ingen damtävling | Ingen damtävling                         | Ingen damtävling | Ingen damtävling                              | Ingen damtävling |
| 2002 mer information | Yingkou      | NZL              | Hayden Jones Kirk Pitman                 | KAZ              | Dmitriy Vorobyev Pavel Zabuslayev        | CHN              | Teng Maomin Zhao Chicheng                     | [ 3 ]            |
| 2004 mer information | Lianyungang  | CHN              | Xu Qiang Xu Linyin                       | NZL              | Jason Lochhead Kirk Pitman               | KAZ              | Oleg Kisselev Pavel Zabuslayev                | [ 4 ]            |
| 2005 mer information | Songkhla     | INA              | Koko Prasetyo Darkuncoro Agus Salim      | NZL              | Jason Lochhead Kirk Pitman               | JPN              | Taichi Morikawa Katsuhiro Shiratori           | [ 5 ]            |
| 2006 mer information | Kish         | INA              | Andy Ardiyansah Koko Prasetyo Darkuncoro | KAZ              | Alexandr Dyachenko Alexey Kulinich       | INA              | Agus Salim Supriadi                           | [ 20 ]           |
| 2007 mer information | Songkhla     | INA              | Andy Ardiyansah Koko Prasetyo Darkuncoro | CHN              | Gao Fangtian Han Shengwei                | NZL              | Greg Lindsay Russell Watson                   | [ 6 ]            |
| 2008 mer information | Hyderabad    | INA              | Andy Ardiyansah Koko Prasetyo Darkuncoro | CHN              | Gao Fangtian Han Shengwei                | THA              | Borworn Yungtin Sataporn Sawangrueang         | [ 7 ]            |
| 2009 mer information | Haikou       | CHN              | Wu Penggen Xu Linyin                     | KAZ              | Dmitriy Yakovlev Alexey Kulinich         | JPN              | Kentaro Asahi Katsuhiro Shiratori             | [ 8 ]            |
| 2010 mer information | Haikou       | CHN              | Wu Penggen Xu Linyin                     | INA              | Andy Ardiyansah Koko Prasetyo Darkuncoro | CHN              | Gao Peng Li Jian                              | [ 9 ]            |
| 2011 mer information | Haikou       | IRI              | Parviz Farrokhi Aghmohammad Salagh       | CHN              | Xu Linyin Wu Penggen                     | KAZ              | Alexandr Dyachenko Alexey Sidorenko           | [ 10 ]           |
| 2012 mer information | Haikou       | AUS              | Isaac Kapa Chris McHugh                  | CHN              | Chen Cheng Li Jian                       | INA              | Koko Prasetyo Darkuncoro Ade Candra Rachmawan | [ 11 ]           |
| 2013 mer information | Wuhan        | KAZ              | Alexey Sidorenko Alexandr Dyachenko      | THA              | Prathip Sukto Sittichai Sangkhachot      | CHN              | Ha Likejiang Li Jian                          | [ 12 ]           |
| 2014 mer information | Jinjiang     | AUS              | Isaac Kapa Chris McHugh                  | KAZ              | Dmitriy Yakovlev Alexey Kuleshov         | QAT              | Tiago Santos Jefferson Pereira                |                  |
| 2015 mer information | Hongkong     | Ingen damtävling | Ingen damtävling                         | Ingen damtävling | Ingen damtävling                         | Ingen damtävling | Ingen damtävling                              | Ingen damtävling |
| 2016 mer information | Sydney       | AUS              | Isaac Kapa Chris McHugh                  | AUS              | Bo Soderberg Cole Durant                 | AUS              | Josh Court Damien Schumann                    | [ 13 ]           |
| 2017 mer information | Songkhla     | IRI              | Rahman Raoufi Bahman Salemi              | INA              | Ade Candra Rachmawan Mohammad Ashfiya    | AUS              | Chris McHugh Damien Schumann                  | [ 14 ]           |
| 2018 mer information | Satun        | QAT              | Ahmed Tijan Cherif Younousse             | IRI              | Bahman Salemi Arash Vakili               | KAZ              | Alexey Sidorenko Alexandr Dyachenko           | [ 15 ]           |
| 2019 mer information | Maoming      | QAT              | Ahmed Tijan Cherif Younousse             | CHN              | Gao Peng Li Yang                         | CHN              | Wu Jiaxin Ha Likejiang                        | [ 16 ]           |
| 2020 mer information | Udon Thani   | AUS              | Chris McHugh Damien Schumann             | CHN              | Wu Jiaxin Ha Likejiang                   | AUS              | Zachery Schubert Max Guehrer                  | [ 17 ]           |
| 2021 mer information | Phuket       | AUS              | Chris McHugh Paul Burnett                | IRI              | Bahman Salemi Abolhassan Khakizadeh      | QAT              | Cherif Younousse Ahmed Tijan                  | [ 18 ]           |
| 2022 mer information | Bandar Abbas | QAT              | Cherif Younousse Ahmed Tijan             | AUS              | Chris McHugh Paul Burnett                | CHN              | Li Zhuoxin Xue Tao                            |                  |
| 2023 mer information | Fuzhou       | AUS              | Thomas Hodges Zachery Schubert           | AUS              | Chris McHugh Paul Burnett                | THA              | Tipjan Pithak Taovato Poravid                 |                  |
| 2024 mer information | TBD          |                  |                                          |                  |                                          |                  |                                               |                  |

### Medaljfördelning
| Nr                  | Nation              | Guld | Silver | Brons | Totalt |
| ------------------- | ------------------- | ---- | ------ | ----- | ------ |
| 1                   | Australien          | 6    | 3      | 4     | 13     |
| 2                   | Indonesien          | 4    | 3      | 2     | 9      |
| 3                   | Kina                | 3    | 6      | 5     | 14     |
| 4                   | Qatar               | 3    | 0      | 2     | 5      |
| 5                   | Nya Zeeland         | 2    | 2      | 1     | 5      |
| 6                   | Iran                | 2    | 2      | 0     | 4      |
| 7                   | Kazakstan           | 1    | 4      | 3     | 8      |
| 8                   | Thailand            | 0    | 1      | 2     | 3      |
| 9                   | Japan               | 0    | 0      | 2     | 2      |
| Totalt (9 nationer) | Totalt (9 nationer) | 21   | 21     | 21    | 63     |

## Medalfördelning totalt
| Nr                   | Nation               | Guld | Silver | Brons | Totalt |
| -------------------- | -------------------- | ---- | ------ | ----- | ------ |
| 1                    | Kina                 | 14   | 17     | 12    | 43     |
| 2                    | Australien           | 11   | 5      | 9     | 25     |
| 3                    | Thailand             | 4    | 6      | 4     | 14     |
| 4                    | Indonesien           | 4    | 3      | 3     | 10     |
| 5                    | Nya Zeeland          | 3    | 2      | 1     | 6      |
| 6                    | Qatar                | 3    | 0      | 2     | 5      |
| 7                    | Iran                 | 2    | 2      | 0     | 4      |
| 8                    | Kazakstan            | 1    | 5      | 4     | 10     |
| 9                    | Japan                | 1    | 1      | 8     | 10     |
| 10                   | Vanuatu              | 0    | 2      | 0     | 2      |
| Totalt (10 nationer) | Totalt (10 nationer) | 43   | 43     | 43    | 129    |